# Fanny Roos
Fanny Matilda Charlotta Roos (Ljungby, 2 gennaio 1995) è una pesista svedese, medaglia d'argento agli europei indoor di Toruń 2021.

## Palmarès
| Anno | Manifestazione  | Sede       | Evento         | Risultato | Prestazione | Note                                     |
| ---- | --------------- | ---------- | -------------- | --------- | ----------- | ---------------------------------------- |
| 2011 | Mondiali U18    | Lilla      | Getto del peso | 10ª       | 13,54 m     |                                          |
| 2012 | Mondiali U20    | Barcellona | Getto del peso | 13ª (q)   | 14,32 m     |                                          |
| 2013 | Europei U20     | Rieti      | Getto del peso | 5ª        | 15,82 m     |                                          |
| 2014 | Mondiali U20    | Eugene     | Getto del peso | 6ª        | 16,29 m     |                                          |
| 2015 | Europei indoor  | Praga      | Getto del peso | 10ª (q)   | 16,61 m     |                                          |
| 2015 | Europei U23     | Tallinn    | Getto del peso | 4ª        | 16,73 m     |                                          |
| 2016 | Europei         | Amsterdam  | Getto del peso | 20ª (q)   | 16,11 m     |                                          |
| 2017 | Europei indoor  | Belgrado   | Getto del peso | 4ª        | 18,13 m     |                                          |
| 2017 | Europei U23     | Bydgoszcz  | Getto del peso | Oro       | 18,14 m     |                                          |
| 2017 | Mondiali        | Londra     | Getto del peso | 20ª (q)   | 17,31 m     |                                          |
| 2018 | Mondiali indoor | Birmingham | Getto del peso | 13ª       | 17,23 m     |                                          |
| 2018 | Europei         | Berlino    | Getto del peso | 11ª       | 17,09 m     |                                          |
| 2019 | Europei indoor  | Glasgow    | Getto del peso | 6ª        | 18,21 m     |                                          |
| 2019 | Mondiali        | Doha       | Getto del peso | 14ª (q)   | 18,01 m     |                                          |
| 2021 | Europei indoor  | Toruń      | Getto del peso | Argento   | 19,29 m     | Record nazionale                         |
| 2021 | Giochi olimpici | Tokyo      | Getto del peso | 7ª        | 18,91 m     |                                          |
| 2022 | Mondiali indoor | Belgrado   | Getto del peso | 4ª        | 19,22 m     | Miglior prestazione personale stagionale |
| 2022 | Mondiali        | Eugene     | Getto del peso | 11ª       | 18,27 m     |                                          |
| 2022 | Europei         | Monaco     | Getto del peso | 4ª        | 18,55 m     |                                          |
| 2023 | Europei indoor  | Istanbul   | Getto del peso | Bronzo    | 18,42 m     |                                          |
| 2023 | Mondiali        | Budapest   | Getto del peso | 14ª (q)   | 18,41 m     |                                          |
| 2024 | Mondiali indoor | Glasgow    | Getto del peso | 9ª        | 18,21 m     |                                          |
| 2024 | Europei         | Roma       | Getto del peso | 6ª        | 18,26 m     |                                          |
| 2024 | Giochi olimpici | Parigi     | Getto del peso | 7ª        | 18,78 m     |                                          |
| 2025 | Europei indoor  | Apeldoorn  | Getto del peso | 4ª        | 19,11 m     | Miglior prestazione personale stagionale |
| 2025 | Mondiali indoor | Nanchino   | Getto del peso | 4ª        | 19,28 m     | Miglior prestazione personale stagionale |

## Altre competizioni internazionali
2022
- Bronzo in Coppa Europa di lanci ( Leiria), getto del peso - 18,64 m

2025
- Bronzo ai Campionati europei a squadre di atletica leggera ( Madrid), getto del peso - 19,38 m